# Valentzia Soniua
Valentzia Soniua és un grup de música sorgit a la Vila Joiosa (Marina Baixa), l'any 2019. El seu estil musical és principalment el rap, el qual barregen sovintment amb l'electrònica. Actualment el grup està format per tres rapers: SPJ (Jaume Soler), Skill.Arte(José Ignacio Lopez) i Xaume (Jaume Nogueroles). Aquests, publicaren un pocs senzills al 2019 agrupat a 2k19 MixTape i altres en 2022, on publicaren el seu únic àlbum, Què és açò? i l'únic single en anglés R3GG1E. Així, trobem 12 pistes que estan presents en les diferents plataformes.

## Discografia[7]
- 2k19 MixTape EP- (2019)[4]

1. Valentzia Soniua (intro)
2. En peu de guerra
3. El topògraf

- Què és açò? àlbum - (2022)[5]

1. Al Valhala
2. L'escola que volen
3. Treballa
4. Comercials
5. Pol - Skit
6. Pebrereta
7. Joga Bonito
8. Què és açò?

- R3GG1E Senzill - (2022)[6]